# William Goffman
William Goffman (* 28. Januar 1924 in Cleveland, Ohio; † 29. Februar 2000 in Bratenahl) war ein US-amerikanischer Informationswissenschaftler.

## Leben
William Goffman  wurde nach Besuch einer High School in Glenview 1943 zum United States Army Air Corps einberufen, wo er zum Piloten ausgebildet wurde und anschließend im Zweiten Weltkrieg Kampfeinsätze im Pazifik flog. Nach Kriegsende studierte er Mathematik an der University of Michigan in Ann Arbor und wurde 1954 promoviert. Während seines Studiums und einige Jahre danach war er auch als Pilot bei der Fluggesellschaft Pan American World Airways (Pan Am) tätig. 1959 wurde er Mitarbeiter des Center for Documentation and Communication Research der Western Reserve University (seit 1967 Case Western Reserve University) in Cleveland. 1968 wurde er Full Professor an der School of Library Science dieser Universität, und von 1971 bis 1977 war er Dekan. In dieser Funktion förderte er verschiedene multidisziplinäre Projekte zu Computeranwendungen an der Universität, speziell in den Gesundheitswissenschaften an der School of Medicine, wo er neben seiner Tätigkeit an der School of Library Science von 1980 bis zu seiner Emeritierung 1986 Professor im Fachbereich Biometrie war.
Mit der schnellen Entwicklung der Rechentechnik in den 1960er Jahren wurde die Nutzung bibliographischer Datenbanken und das Information Retrieval wichtige Elemente in der Informationswissenschaft. Goffman gelangen signifikante Verbesserungen des Information Retrieval durch Anwendung der mehrwertigen Logik, durch effiziente Suchstrategien sowie durch vereinfachte Suchanfragen, einschließlich der auf der Zitationsanalyse basierenden. Außerdem wandte er das von Samuel C. Bradford  entdeckte und aus der Bibliometrie bekannte Verteilungsgesetz wissenschaftlicher Literatur auf die Erwerbungsstrategie und den Bestandsaufbau wissenschaftlicher Bibliotheken an. Sehr bekannt wurde er durch die mathematische Modellierung der Entstehung, des Wachstums und der Verbreitung wissenschaftlicher Ideen auf Grundlage epidemiologischer Modelle. Er entwickelte originäre epidemiologische Modelle und trug damit zur frühen Entwicklung der Bioinformatik bei.
1982 wurde Goffman Fellow der American Association for the Advancement of Science.

## Schriften (Auswahl)
- W. Goffman: A searching procedure for information retrieval. In: Information Storage and Retrieval. Band 2, Nr. 2, 1964, S. 73–78, doi:10.1016/0020-0271(64)90006-3.
- W. Goffman: An indirect method of information retrieval. In: Information Storage and Retrieval. Band 4, Nr. 4, 1968, S. 361–373, doi:10.1016/0020-0271(68)90030-2.
- W. Goffman, V. A. Newill: Generalization of epidemic theory. An application to the transmission of ideas. In: Nature. Band 204, Nr. 4955, 1964, S. 225–228, doi:10.1038/204225a0.
- W. Goffman, V. A. Newill: Communication and epidemic processes. In: Proceedings of the Royal Society A. Band 298, Nr. 1454, 1967, S. 316–334, doi:10.1098/rspa.1967.0106.
- W. Goffman: A mathematical method for analyzing the growth of a scientific discipline. In: Journal of the Association for Computing Machinery. Band 18, Nr. 2, 1971, S. 173–185, doi:10.1145/321637.321640.
- W. Goffman, G. Harmon: Mathematical approach to the prediction of scientific discovery. In: Nature. Band 229, 1971, S. 103–104, doi:10.1038/229103a0.
- William Goffman, Kenneth S. Warren: Scientific Information Systems and the Principle of Selectivity. Praeger, New York 1980, ISBN 978-0-275-90489-0, S. 189.